# Домашен бивол
Домашният бивол или воден бивол (Bubalus bubalis) е вид говедо от семейство кухороги (Bovidae).
Възрастните достигат дължина над 3 метра. Височината при холката (т.е. при най-високата точка от гръбначен стълб при четирикраки животни) достига 2 m, а теглото може да достигне 1000 kg, в някои случаи до 1200, като възрастният самец тежи средно около 900 kg. Рогата достигат до 2 m, насочени са настрани и назад и имат форма на полумесец със сплескан участък. Женските имат по-малки или липсващи рога.

## Разпространение
Дивите азиатски биволи обитават Индия, Непал, Бутан, Тайланд, Лаос и Камбоджа, както и Цейлон. До средата на 20 век, диви биволи се срещат и в Малайзия, но в днешно време са изчезнали. На остров Миндоро (Филипини), в специалния резерват Иглит се е срещал специален подвид – джудже, носещ името тамарау (В. b. mindorensis). Този подвид е измрял.
Историческият ареал на разпространение на биволите е много голям. В началото на първото хилядолетие водният бивол се е срещал на територия от Месопотамия до Южен Китай. Произход му все още е обект на дискусии, макар филогенетичните изследвания да сочат, че блатният воден бивол вероятно произлиза от Китай и е бил опитомен преди около 4000 години, докато речният воден бивол вероятно произлиза от Индия, където е бил опитомен преди около 5000 години.
Съществуват поне 130 милиона домашни биволи, като повече хора разчитат на тях, отколкото на кое да е друго домашно животно. Те са особено подходящи за оран на оризища, а млякото им е с по-висока масленост и повече протеини от това на домашната крава. Голяма популация диви водни биволи се обособява в северната част на Австралия през 19 век, а в Папуа Нова Гвинея, Тунис и Аржентина и други държави все още има малки стада диви водни биволи.